# Horloge démographique
Une horloge démographique est un compteur permanent qui indique publiquement et en temps réel la population d'un territoire ou du monde. Les chiffres de ces populations sont basés sur les derniers recensements, les dernières estimations nationales et l'utilisation d'algorithmes statistiques.

## États-Unis
La Population Clock est l'horloge démographique publiée par le Bureau du recensement des États-Unis. Elle indique la population des États-Unis et celle du monde.
Ce compteur est accessible en direct sur Internet : U.S. and World Population Clocks.

### Statistiques
En moyenne, les États-Unis connaissent :
|                                             | 2006        | 2007        | 2008        |
| ------------------------------------------- | ----------- | ----------- | ----------- |
| une naissance toutes les                    | 7 secondes  | 8 secondes  | 7 secondes  |
| un décès toutes les                         | 13 secondes | 12 secondes | 14 secondes |
| un immigrant toutes les                     | 31 secondes | 27 secondes | 30 secondes |
| accroissement net d'une personne toutes les | 11 secondes | 12 secondes | 10 secondes |

### Seuils symboliques
La Population Clock avait indiqué que les États-Unis avaient franchi la barre des :
- 200 millions d'habitants le lundi 20 novembre 1967 à 11:03 (le bébé désigné était Robert Ken Woo Jr.) ;
- 300 millions d'habitants le mardi 17 octobre 2006 à 7:46.

(fuseau horaires UTC-5)

## Autres pays
- Canada : Horloge démographique du Canada publiée par Statistique Canada
- Brésil : Population du Brésil publiée en temps réel par l'IBGE
- Australie : Population clock and pyramid publiée par le Bureau australien des statistiques
- Nouvelle-Zélande : Population clock publiée par Statistics New Zealand.